# Salón de baile

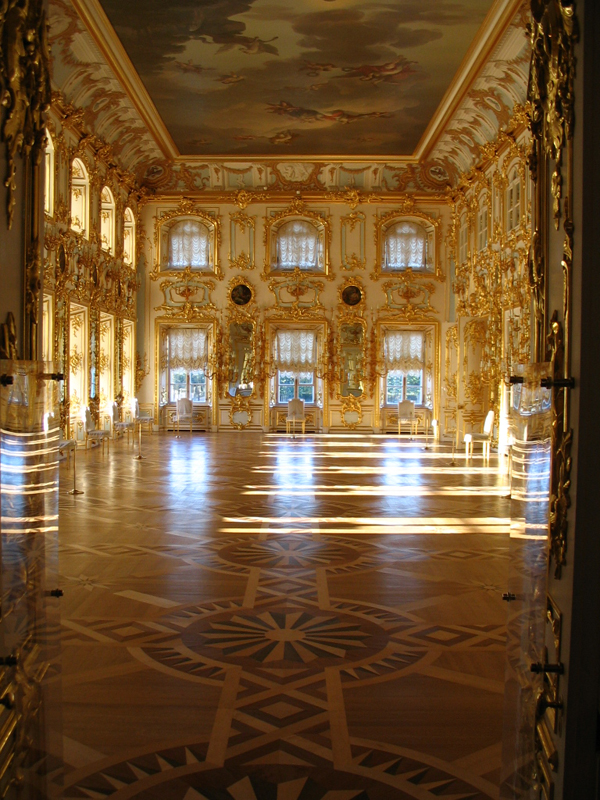
Salón de baile

Un salón de baile es una sala grande dentro de un edificio, cuyo propósito es llevar a cabo danzas formales que se llaman bailes. 
Tradicionalmente, la mayoría de los bailes se celebraban en residencias privadas; muchas mansiones y palacios contienen por tanto uno o más salones de baile. En otras casas grandes, un cuarto amplio como el salón de dibujo, una galería larga o vestíbulo puede hacer también las funciones de salón de baile. Lo único que tiene que tener un buen salón de baile es un suelo bien nivelado. 
Los salones de baile son generalmente muy amplios y pueden tener techos más altos que otras estancias en el mismo edificio. Por sus dimensiones, deben contar con una potente iluminación bien a cargo de grandes lámparas de salón o de apliques y candelabros situados en los laterales. Los salones disponen de un amplio espacio central rodeado de muebles en los que reposar o colocar las bebidas. La orquesta suele colocarse en un extremo del mismo.
En la actualidad, los bailes más concurridos se celebran casi siempre en edificios públicos por lo que muchos hoteles tienen un salón de baile en donde se celebran bodas y otros eventos sociales. Los salones también están diseñados para ayudar al sonido de las orquestas a atravesar el cuarto entero.
Un caso especial lo constituye el baile anual de la ópera de Viena, donde, apenas para una noche, el auditorio de la ópera del estado de Viena se convierte en un gran salón de baile. En la víspera del acontecimiento, las filas de asientos se quitan del anfiteatro y se construye un piso nuevo a nivel del escenario. 

## Salones destacados

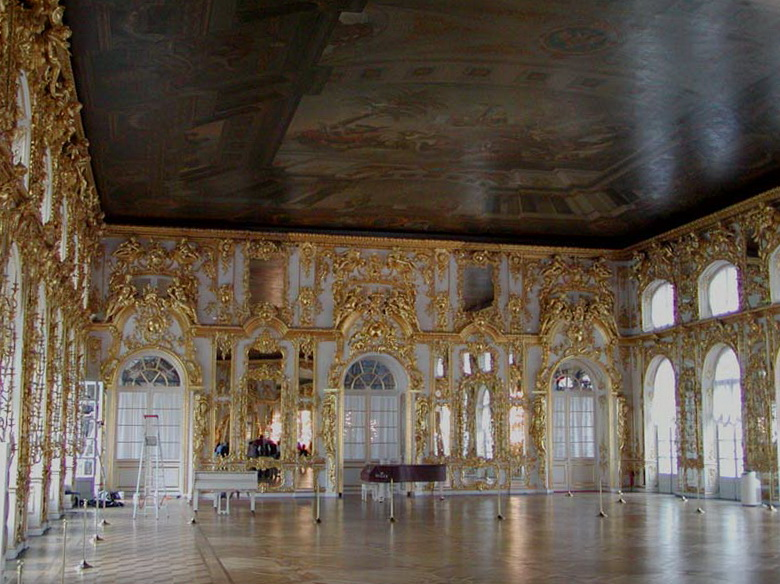
Salón de baile en el Palacio Caterina cerca de San Petersburgo.

Algunos salones de baile destacados en España son:
- Antiguo Salón de Baile del Palacio del Buen Retiro en Madrid con bóveda de Luca Giordano.
- Salón de columnas del Palacio Real de Madrid.
- Salón de Baile del Palacio Real de Aranjuez, decorado a finales del siglo XIX, que ocupa el centro del ala este.
- Salón de Baile del Palacio Cerralbo, con el monumental reloj misterioso francés.
- Salón de Baile del Palacio de los Duques de Bailén, en Madrid.
- Salón del Palacio de Linares, con dorados de estilo versallesco y frescos de Francisco de Pradilla.
- Salón del Palacio de la Magdalena en Santander.